# ثور (موسیقی متن)
ثور (انگلیسی: Thor) موسیقی متن فیلمی به همین نام در دنیای سینمایی مارول است. قطعات این آلبوم توسط پاتریک دویل ساخته شده است.